# Anton Steding
Anton Steding (* 24. Juni 1621 in Hessisch Oldendorf; † 7. April 1698 in Hannover) war ein deutscher evangelischer Theologe.

## Leben
Der Sohn des schaumburgischen Superintendenten und Oberpfarrers in Oldendorf Theodor Steding (1582–1653) und dessen Frau Magaretha Rullmann hatte das Pädagogium seiner Heimatstadt besucht und die Schule in Stade. 1639 bezog er die Albertus-Universität Königsberg, wo er zunächst ein Studium der Philosophie bei Hartwig Wichelmann absolvierte und dann ein theologisches Studium aufnahm. Seine Studien setzte er an der Universität Rinteln fort.
Nach kurzem Aufenthalt in Osnabrück ging er als Hofmeister junger Adliger nach Helmstedt zurück, wo er seine theologischen Studien bei Georg Calixt, Konrad Hornejus und Christoph Schrader fortsetzte. Nach dem Erwerb des akademischen Grades eines Magisters der Philosophie wurde er Subrektor der Altstädter Schule in Hannover und bald darauf Rektor der Stadtschule in Stade. 1649 wurde er Konrektor an der Altstädtschule in Hannover und 1652 Pastor der Neustädter Kirche in Hannover. 1678 stieg er dort zum Superintendenten der Neustadt Hannover auf und wurde Senior im Konvent der Superintendenten zwischen Deister und Leine.

## Familie
1648 heiratete er Ilse, die Tochter des Professors der Theologie an der Universität Rinteln Josua Stegmann. Aus der Ehe stammen drei Söhne und drei Töchter, wobei ein Sohn und eine Tochter in einer Woche jung verstarben. Sein Sohn Anton Friedrich Steding wurde ebenfalls Theologe. Seine Tochter Ilse Louse Steding hatte sich am 28. April 1674 in der Hannover Neustadt mit dem fürstlich braunschweigisch-lüneburgischen Obersuperintendenten, Konsitorial und Kirchenrat Christian Specht (* 30. August 1647; † 8. August 1706 in Wolfenbüttel) verheiratet.